# Parco in miniatura
Un parco in miniatura è un parco tematico che consiste in una serie di riproduzioni in scala, tipicamente di monumenti o luoghi di interesse di una città o di un'intera nazione, o addirittura di un intero continente.

## Storia
I primi parchi in miniatura risalgono ai primi anni del XX secolo. Uno dei primi esempi significativi di questa particolare tipologia di parchi a tema è Bekonscot (Regno Unito), aperto per la prima volta nel 1929.

## Parchi in miniatura nel mondo

### Europa

#### Austria
- Minimundus, Klagenfurt am Wörthersee

#### Belgio
- Mini-Europe, Bruxelles

#### Francia
- France Miniature, Élancourt
- Mini World Lyon, Vaulx-en-Velin

#### Germania
- Miniatur Wunderland, Amburgo

#### Italia
- Italia in miniatura, Rimini
- Leolandia, Capriate San Gervasio
- Sardegna in miniatura, Tuili

#### Portogallo
- Portugal dos Pequenitos, Coimbra

#### Spagna
- Catalunya en Miniatura, Torrelles de Llobregat

#### Svizzera
- Swissminiatur, Melide

#### Turchia
- Miniatürk, Istanbul

### America

#### Stati Uniti
- Tiny Town & Railroad, Morrison, Colorado

### Asia

#### Giappone
- Small Worlds, Tokyo